# Antigua och Barbuda i olympiska sommarspelen 1996
Antigua och Barbuda deltog i de olympiska sommarspelen 1996 med en trupp bestående av 13 deltagare, men ingen av landets deltagare erövrade någon medalj.

## Cykling
Herrarnas terränglopp
- Rory Gonsalves
  - Final — fullföljde inte (→ 38:e plats)

## Friidrott
Herrarnas 4 x 400 meter stafett
- N'kosie Barnes, Michael Terry, Mitchell Browne och Howard Lindsay
  - Heat — 3:09,46 (→ gick inte vidare)

Damernas 4 x 400 meter stafett
- Dine Potter, Sonia Williams, Charmaine Thomas och Heather Samuel
  - Kval — 3:44,98 (→ gick inte vidare)